# Opheodesoma grisea
Espèce
Synonymes
- Opheodesoma africana Heding, 1931[1]
- Opheodesoma mauritiae Heding, 1928[1]
- Synapta grisea Semper, 1867[1]

Opheodesoma grisea est une espèce de concombres de mer de la famille des Synaptidae.

## Description
C'est une holothurie d'allure serpentiforme et de section ronde, pouvant mesurer près d'un mètre de long. Cette holothurie peut être grisâtre, blanche, verdâtre ou même rougeâtre, son corps gonflé et presque capitonné (comme une succession d'anneaux) étant parcouru de taches plus brunes irrégulière. Elle arbore parfois cinq raies jaunâtre à brunâtre, plus ou moins visibles et qui la parcourent sur toute sa longueur. Le tégument est adhérent : au toucher, les spicules calcaires en forme d'ancre qu'il contient peuvent se planter dans la peau ou dans la plupart des tissus, et il peut ainsi se révéler très difficile de se déprendre de l'étreinte de cet animal. La bouche est entourée d'une quinzaine de tentacules clairs.

## Habitat et répartition
Cette espèce se rencontre dans l'océan Indien occidental tropical (côte africaine, Madagascar, Mascareignes) ainsi qu'en Mer Rouge.
Espèce benthique, on la trouve posée sur le fond, principalement dans les lagons calmes, entre la surface et 36 m de profondeur.

## Écologie et comportement

### Alimentation
Comme toutes les holothuries de son ordre, cette espèce se nourrit en ingérant le substrat sableux, qu'elle trie grossièrement et porte à sa bouche à l'aide de ses tentacules buccaux préhensiles et adhésifs pour en digérer les particules organiques (régime en grande partie détritivore).

### Reproduction
La reproduction est gonochorique, et mâles et femelles relâchent leurs gamètes en même temps grâce à un signal phéromonal, en pleine eau, où œufs puis larves vont évoluer parmi le plancton pendant quelques semaines avant de se fixer.